# یاسمین فینی
یاسمین فینی (به انگلیسی: Yasmin Finney)(زاده ۳۰ اوت ۲۰۰۳) بازیگر انگلیسی است.
او یک زن ترنس است از مجموعه‌های تلویزیونی که وی در آن نقش داشته است، می‌توان به نفس‌گیر و دکتر هو اشاره کرد.